# Chế độ chính đảng của Trung Quốc

Chế độ chính Đảng của Trung Quốc là tên cuốn sách trắng được công bố ngày 15 tháng 11 năm 2007 của Quốc vụ viện Trung Quốc về chính sách đa Đảng của Đảng Cộng sản Trung Quốc. Đại hội lần thứ 17 của Đảng Cộng sản Trung Quốc diễn ra ngày 25 tháng 10 năm 2007 đã có một số thay đổi, chấm dứt sự độc quyền tồn tại của Đảng Cộng sản trong xã hội Trung Quốc.

## Lịch sử về chế độ đa Đảng ở Trung Quốc
Lịch sử hình thành và tồn tại đa Đảng hợp tác với nhau trong xã hội Trung Quốc đã có từ lâu, hợp tác Quốc – Cộng trong chiến tranh chống Nhật là một ví dụ điển hình, nhưng sau khi giành thắng lợi Đảng Cộng sản Trung Quốc đã dần loại bỏ các Đảng phái khác tiến tới độc quyền và là Đảng duy nhất được phép tồn tại trong xã hội, độc quyền lãnh đạo nhà nước Trung Quốc.

## Sách trắng: Chế độ chính Đảng của Trung Quốc
Ngày 15 tháng 11 năm 2007, Quốc vụ viện Trung Quốc đã công bố sách trắng đầu tiên về hệ thống Đảng phái chính trị của nước này. Sách trắng giải thích chi tiết về sự thành lập, các đặc điểm chính, những nội dung cơ bản và sự phát triển của hệ thống Đảng phái chính trị, cũng như vai trò quan trọng của nó đối với sự phát triển kinh tế - xã hội Trung Quốc. Cụ thể như: Đảng Cộng sản và các Đảng dân chủ khác làm việc chặt chẽ với nhau và cố vấn cho nhau, trong đó Đảng Cộng sản vẫn giữ quyền lãnh đạo đất nước và các Đảng khác tham gia vào các vấn đề quốc gia theo quy định của pháp luật.
Với sách trắng này, Trung Quốc xây dựng cho mình một hệ thống chính trị và phương pháp thực hiện dân chủ của riêng mình. Theo quốc vụ viện, chế độ hợp tác đa Đảng sẽ tạo ra một hệ thống chính trị mới trên thế giới, Đảng Cộng sản lãnh đạo các Đảng phái, Đảng Cộng sản và các Đảng phái dân chủ khác sẽ cùng hợp tác và giám sát lẫn nhau trên tinh thần hòa hợp.